# Erik Ersberg
Erik Ersberg (né le 8 mars 1982 à Sala en Suède) est un gardien de but professionnel suédois de hockey sur glace.

## Carrière

### Carrière en Suède
Il commence sa carrière en jouant pour le club de Västerås, le VIK Västerås HK en 1999.Il joue alors avec les juniors moins de 18 ans mais joue également avec les moins de 20 ans. Il fait ses débuts avec l'équipe sénior lors de la saison suivante. L'équipe sénior joue alors dans la division 2 du pays, le quatrième niveau suédois.
Il joue au sein de l'équipe entre 1999 et 2005 aidant son équipe à rejoindre le second échelon du pays, l'Allsvenskan. Après deux matchs dans la saison 2005-06, il rejoint le club du HV 71 en tant que gardien remplaçant de Stefan Liv. L'équipe va perdre en demi-finale des playoffs et Liv quitte alors la Suède pour rejoindre l'Amérique du Nord. Il laisse ainsi la place de titulaire au jeune Ersberg qui amène son équipe à la seconde place de la saison régulière. L'équipe va une nouvelle fois chuter en demi-finale des séries sur une erreur du gardien : lors du sixième match contre le MODO hockey, le score est d'un but partout mais Ersberg rate son dégagement derrière ses buts alors qu'il reste moins d'une minute. Niklas Sundström en profite alors pour marquer le but de la victoire pour son équipe et forcer les deux équipes à un septième match. Ce septième match est remporté par MODO, futur vainqueur des séries. Il est tout de même élu meilleur gardien de but de la saison et joue un match avec l'équipe nationale de Suède lors du championnat du monde 2007 (4e place).

### Carrière en Amérique du Nord
Erik Ersberg décide alors d'aller tenter sa chance en Amérique du Nord, croisant la route de Liv qui est de retour avec HV 71 : il comptait jouer dans la Ligue nationale de hockey avec les Red Wings de Détroit, mais avec Chris Osgood et Dominik Hašek dans les buts, le chemin est barré pour Liv.
Ersberg tente sa chance en rejoignant les Kings de Los Angeles avec qui il a signé un contrat d'un an le 31 mai 2007. Il commence la saison avec les Monarchs de Manchester, équipe de la Ligue américaine de hockey affiliée à la franchise des Kings. Le 21 février, il est appelé pour jouer dans la LNH avec les Kings et il fait ses débuts dans la LNH deux jours plus tard, remplaçant en cours de match le gardien de l'équipe, Dan Cloutier alors que les Kings sont menés 5 buts à 1 par les Blackhawks de Chicago. Il va alors arrêter les 17 tirs lors des trente-et-une minutes restant dans le match alors que l'équipe va inscrire 4 buts de plus pour revenir au score. L'équipe perd au cours de la prolongation mais Ersberg marque alors les esprits sur cette bonne rentrée dans le match,. Il remporte son premier match en tant que gardien le 6 mars et réalise par la même occasion son premier blanchissage dans la LNH. Il arrête alors les 40 lancers des Sénateurs d'Ottawa pour la victoire 2 à 0 de son équipe. En réalisant, 40 arrêts lors du match, il devient le gardien des Kings qui a réalisé le plus grand nombre d'arrêts pour jouer dans sa première année LNH. Le record précédent était détenu par Gary Edwards avec 38 arrêts au cours de la saison 1971-1972.

## Statistiques
Les significations des abréviations sont consultables sur l'article consacré aux statistiques du hockey sur glace.

| 2005-2006  | HV 71                  | Elitserien | 45 | -- | -- | - | —  | -- | --   | --   | 12 | -- | -- | -- | --   | --   |
| 2006-2007  | HV 71                  | Elitserien | 41 | -- | -- | - | —  | 4  | 2,39 | --   | 14 | -- | -- | 0  | 2,81 | --   |
| 2007-2008  | Monarchs de Manchester | LAH        | 30 | 10 | 13 | — | 2  | 1  | 2,92 | 89.7 |    |    |    |    |      |      |
| 2007-2008  | Kings de Los Angeles   | LNH        | 14 | 6  | 5  | — | 3  | 2  | 2,48 | 92.7 |    |    |    |    |      |      |
| 2008-2009  | Kings de Los Angeles   | LNH        | 28 | 8  | 11 | — | 5  | 0  | 2,64 | 90.0 |    |    |    |    |      |      |
| 2009-2010  | Kings de Los Angeles   | LNH        | 11 | 4  | 3  | — | 2  | 0  | 2,40 | 90.6 | 1  | 0  | 0  | 0  | 9,23 | 50.0 |
| Totaux LNH | Totaux LNH             | Totaux LNH | 53 | 18 | 19 | 0 | 10 | 2  | 2,55 | 91.0 | 1  | 0  | 0  | 0  | 9,28 | 50.0 |

## Trophées et honneurs

### Elitserien
- Meilleur gardien de l'année – 2007 (trophée Honkens)

### Kontinentalnaïa Hokkeïnaïa Liga
- 2011 : nommé gardien du mois de mars.
- 2010-2011 : nommé dans l'équipe type (casque d'or).